# Northrop P-61 Black Widow
Chiếc Northrop P-61 Black Widow (Góa phụ đen) là một kiểu máy bay cánh đơn hai động cơ toàn kim loại, được Không lực Lục quân Hoa Kỳ sử dụng như là máy bay tiêm kích bay đêm và xâm nhập bay đêm trong Thế Chiến II. Nó là chiếc máy bay Hoa Kỳ duy nhất được chế tạo theo mục đích chiến đấu ban đêm có radar hỗ trợ.

## Hoàn cảnh lịch sử
Vào tháng 8 năm 1940, tròn 16 tháng trước khi Hoa Kỳ tham gia Thế Chiến II, quan chức hàng không Mỹ tại London, Trung tướng Delos C. Emmons, được báo cáo về những nghiên cứu của Anh Quốc về kỹ thuật radar (dò tìm và đo khoảng cách bằng sóng radio), vốn đã được tiến hành từ năm 1936 và đã đóng một vai trò quan trọng trong việc phòng thủ đất nước chống lại Không quân Đức trong Trận chiến Anh Quốc. Tướng Emmons được thông tin về một kiểu radar đánh chặn trên không (AI) mới, một thiết bị gọn gàng có thể gắn trên một máy bay và cho phép hoạt động độc lập với các trạm trên mặt đất. Đến tháng 9 năm 1940, Phái bộ Tizard thương lượng xong việc mua bán các nghiên cứu của Anh Quốc trên nhiều lĩnh vực bao gồm radar để được sản xuất tại Mỹ.
Cùng lúc ấy, Ủy ban Mua sắm Anh Quốc đang đánh giá những máy bay Mỹ đã công bố nhu cầu cấp thiết về một kiểu máy bay tiêm kích tầm cao tốc độ cao đủ để đánh chặn những chiếc máy bay ném bom ban đêm của Không quân Đức đang tấn công London. Chiếc máy bay này cần phải tuần tra liên tục bên trên bầu trời thành phố cả đêm, đòi hỏi khả năng bay trên không ít nhất tám giờ. Nó cũng sẽ mang một thiết bị radar AI thế hệ đầu khá nặng, và trang bị các vũ khí của nó trên "những tháp súng nhiều khẩu". Người Anh đã chuyển tiếp những yêu cầu này đến các nhà thiết kế và sản xuất máy bay mà họ đang cộng tác. Jack Northrop là một trong số đó, và ông nhận thấy rằng những yêu cầu về tốc độ, độ cao, trữ lượng nhiên liệu và tháp súng nhiều khẩu đòi hỏi một máy bay lớn có nhiều động cơ.
Tướng Emmons quay trở về Mỹ với những chi tiết về yêu cầu một kiểu máy bay tiêm kích bay đêm của Anh, và trong báo cáo của mình ông đề nghị các phòng thiết kế máy bay Hoa Kỳ có khả năng nên sản xuất kiểu máy bay như vậy. Ủy ban Emmons lập ra các yêu cầu và tính năng căn bản rồi trao cho Wright Field, phụ trách Bộ chỉ huy Dịch vụ Kỹ thuật Hàng không (ATSC). Sau khi cân nhắc hai yếu tố thách thức lớn nhất, trọng lượng nặng của radar AI và khả năng bay trên không được ít nhất tám giờ; Ủy ban cũng nhận định, tương tự như Jack Northrop, chiếc máy bay này đòi hỏi công suất rất lớn và kích cỡ của một máy bay hai động cơ, và đề nghị các thông số như vậy.

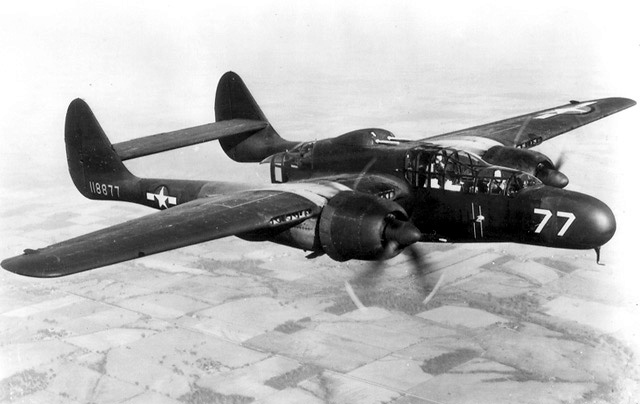
Chiếc nguyên mẫu tiền sản xuất YP-61

Vladimir H. Pavlecka, trưởng phòng Nghiên cứu của Northrop, có mặt tại Wright Field vì một thương vụ không liên quan. Ngày 21 tháng 10 năm 1940, Đại tá Laurence Craigie thuộc ATSC gọi điện cho Pavlecka để giải thích về những tiêu chuẩn do Không lực Lục quân Hoa Kỳ đề ra, nhưng khuyến cáo rằng "Không được ghi gì cả, cố gắng ghi nhớ trong đầu mà thôi!". Những gì Pavlecka không được biết đến chính là phần radar của chiếc máy bay lúc đó còn là điều tuyệt mật; Craigie mô tả nó như là "một thiết bị cho phép nhận diện máy bay đối phương trong bóng tối" và có khả năng "nhìn và phân biệt các máy bay khác". Nhiệm vụ của máy bay, như Craigie giải thích, là "ngăn chặn và tiêu diệt máy bay địch trong khi bay trong những thời điểm tối hoặc điều kiện tầm nhìn kém."
Pavlecka gặp Jack Northrop ngày hôm sau và trình bày những tiêu chuẩn của Không lực. Northrop so sánh những ghi chú của ông với thông tin Pavlecka, thấy được sự tương tự trong tiêu chuẩn của Không lực Mỹ và của Không quân Hoàng gia, nên đưa ra công việc ông đang thực hiện cho chiếc máy bay theo yêu cầu của Anh. Ông đã có một tháng làm việc đi trước, và một tuần sau, Northrop chấp nhận các đề nghị của Không lực.
Ngày 5 tháng 11, Northrop và Pavlecka gặp gỡ các quan chức Không lực tại Wright Field và trình bày với họ bản sơ thảo thiết kế của Northrop. Sự cạnh tranh duy nhất đến từ chiếc máy bay tiêm kích bay đêm XA-26A của hãng Douglas, nhưng thiết kế của Northrop đã được chọn và chiếc Black Widow được hình thành.

## Thiết kế và phát triển

### Những giai đoạn đầu
Tiếp theo sau sự chấp thuận của Không lực Lục quân Hoa Kỳ, Northrop bắt đầu công việc thiết kế toàn diện chiếc máy bay, trở thành thiết kế đầu tiên chuyên biệt cho một kiểu máy bay tiêm kích bay đêm. Kết quả là một chiếc máy bay tiêm kích lớn nhất và có tính hủy diệt cao nhất được Mỹ sử dụng trong chiến tranh.
Đề nghị ban đầu của Jack Northrop là một kiểu thân máy bay dài giữa hai cụm động cơ kéo dài ra phía sau các cánh đuôi. Nó được trang bị các động cơ Pratt & Whitney Double Wasp R2800-10 18-xy lanh bố trí hình tròn, tạo ra 2.000 mã lực (1,5 MW) mỗi động cơ. Thân máy bay chở đội bay ba người, radar và hai tháp súng mỗi cái mang bốn súng máy. Các khẩu súng là kiểu M2 Browning 12,7 mm (0,50 inch) được gắn nòng kiểu "máy bay" dài 36 in có vỏ bọc đục lỗ. Các tháp súng được bố trí trước mũi và phía sau thân. Nó sử dụng bộ càng đáp ba bánh và các cánh nắp suốt chiều dài thu vào được, hay gọi là "cánh nắp Zap" (Zap flap), đặt tên theo kỹ sư của Northrop Edward Zap.
Chiếc máy bay khá to đúng như Northrop đã dự đoán. Trong khi đã có những chiếc máy bay ném bom nhiều động cơ to và nặng hơn, một kích thước chiều dài lên đến 14 m (45 ft 6 in), sải cánh 20 m (66 ft), và trọng lượng toàn tải lên đến 22.600 lb chưa từng được nghe đến cho một chiếc máy bay tiêm kích, làm nhiều người khó chấp nhận rằng chiếc P-61 là một máy bay chiến đấu khả thi.

### Những thay đổi trong kế hoạch

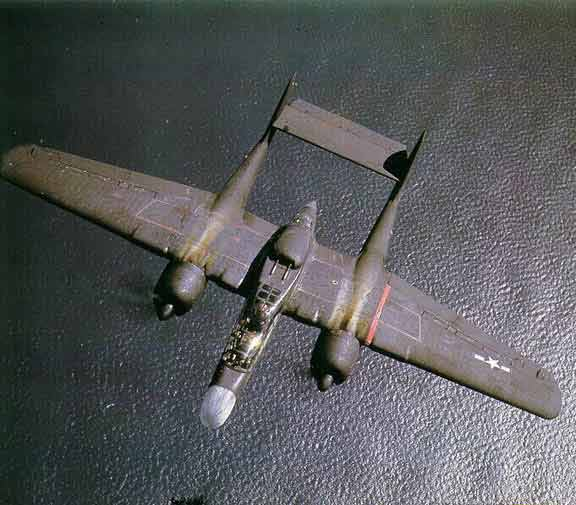
Tháp súng phía trên của chiếc P-61 được nhìn thấy trên khung thân giữa các cánh.

Một số đặc điểm thiết kế thay thế được khảo sát trước khi quyết định. Trong số đó là chuyển đổi sang kiểu cánh đuôi đứng duy nhất và chuyển đổi các tháp súng mũi và đuôi thành các tháp súng trên và dưới thân đồng thời bổ sung thêm xạ thủ thứ hai.
Cuối tháng 11 năm 1940, Jack Northrop quay trở lại một đội bay chỉ gồm ba thành viên và kiểu cánh đuôi đứng kép. Để đáp ứng yêu cầu của Không lực phải có hỏa lực mạnh hơn, các nhà thiết kế loại bỏ tháp súng dưới bụng và gắn bốn khẩu pháo Hispano M2 20 mm trên cánh. Khi việc thiết kế tiến triển, các khẩu pháo sau đó được bố trí lại dưới bụng máy bay. Do vậy, chiếc P-61 trở thành một trong số ít máy bay tiêm kích do Mỹ thiết kế được trang bị pháo 20 mm tiêu chuẩn ngay khi xuất xưởng của Thế Chiến II. Những chiếc khác là P-38 Lightning, F4U-1C (một tiểu biến thể được sản xuất hạn chế của chiếc Corsair), và máy bay ném bom bổ nhào A-36 Apache (một phiên bản ban đầu của chiếc máy bay tiêm kích P-51 Mustang). Trong khi một số chiếc F6F và một số máy bay P-39 tái sở hữu từ chương trình Cho thuê-Cho mượn Anh Quốc (đặt tên lại là P-400) cũng được trang bị pháo 20 mm, đó không phải là thiết bị tiêu chuẩn.
Bản đặc tính 8A của Northrop được chính thức đề nghị lên các quan chức Không lực tại Wright Field vào ngày 5 tháng 12 năm 1940. Tiếp theo sau một số thay đổi nhỏ, bản đặc tính NS-8A của Northrop đáp ứng mọi yêu cầu của Không lực, và nó được chính thức chấp nhận vào ngày 17 tháng 12. Hợp đồng chế tạo hai chiếc nguyên mẫu và hai mô hình tỉ lệ sẽ được dùng trong thử nghiệm hầm gió, chi phí không vượt quá 1.367.000 Đô la Mỹ, được thỏa thuận vào ngày 10 tháng 1 năm 1941. Bản đặc tính 8A của Northrop trở thành thiết kế mang tên XP-61.

### Đặc tính
Chiếc P-61 có một đội bay gồm ba người: phi công, xạ thủ, và nhân viên điều khiển radar. Nó được trang bị bốn khẩu pháo Hispano M2 20 mm bắn ra phía trước gắn bên dưới thân, và bốn súng máy M2 Browning 12,7 mm (0,50 inch) dàn hàng ngang với hai khẩu ở giữa hơi chếch lên trên trong một tháp súng ngắm từ xa gắn trên lưng máy bay. Tháp súng được vận hành bằng một máy tính điều khiển hỏa lực General Electric GE2CFR12A3 với con quay hồi chuyển, và có thể được ngắm bởi xạ thủ hay sĩ quan điều khiển radar, cả hai đều được trang bị bộ điều khiển ngắm và ống ngắm chuẩn trực con quay gắn vào các ghế xoay của họ. Hai động cơ Pratt & Whitney R2800-25S Double Wasp bố trí hình tròn được gắn ở vị trí khoảng một-phần sáu chiều dài sải cánh tính từ gốc cánh. Nó được trang bị một bộ siêu tăng áp cơ khí hai tầng hai tốc độ. Trong một nỗ lực nhằm tiết kiệm chỗ và trọng lượng, người ta đã không trang bị bộ turbo tăng áp, cho dù nó được dự đoán sẽ làm tăng tốc độ tối đa lên thêm 80 km/h (50 mph) và trần bay thêm khoảng 3.000 m (10.000 ft).
Khoang chứa bộ càng đáp chính đặt ngay bên dưới mỗi thân bên ngay sát sau động cơ. Hai càng đáp chính đặt lệch đáng kể ra phía ngoài, và xếp về phía đuôi máy bay, với càng chéo nhún (oleo scissor) hướng ra trước. Các bánh đáp chính gắn phía trong càng chính càng chéo nhún. Nắp khoang bộ càng đáp chính gồm hai tấm được chia đều theo chiều dọc.
Mỗi nắp động cơ và thân bên kéo dài ra phía sau thành thân đuôi rồi kết thúc hướng lên trên thành những cánh đuôi đứng lớn và bánh lái hướng đi theo, mỗi cái có hình dạng tam giác vuông góc bo tròn. Cạnh trước của mỗi cánh đuôi đứng được vuốt phẳng từ bề mặt của thân đuôi hướng lên trên, chéo về sau một góc 37°. Cánh ổn định ngang kéo dài giữa hai mặt trong của các cánh đuôi đứng, và rộng khoảng ba-phần-tư so với chiều rộng cánh ở tại gốc, tính luôn cả bánh lái độ cao. Bánh lái độ cao mở rộng khoảng một-phần-ba chiều rộng của cánh ổn định ngang, và khi nhìn từ bên trên, nó vuốt một góc khoảng 15° vào bên trong ở cả hai góc từ mép trước đến mép sau, tạo cho bánh lái độ cao có dạng một hình thang rộng và ngắn. Cánh ổn định ngang và bánh lái độ cao có một mặt cắt kiểu cánh mỏng.
Động cơ và thân động cơ được bố trí bên ngoài gốc cánh, và cánh có một khoảng cánh "vai" ngắn có góc nhị diện bốn độ, và được tiếp nối bởi phần còn lại của cánh có góc nhị diện hai độ. Mép trước cánh thẳng và vuông góc với trục thân máy bay. Mép sau cánh phẳng và song song với mép trước ở phần vai, sau đó vuốt thon 15° ra phía ngoài. Lỗ hút gió hút lên trên của bộ chế hòa khí được bố trí trên mép trước cánh nơi ánh vai và phần gốc của cánh ngoài, cách động cơ vài inch. Chúng có hình dáng rất giống như trên chiếc F4U Corsair, những hình chữ nhật ngang mỏng cùng hai đầu tròn bán nguyệt, với nhiều cánh đứng bên trong để định hướng dòng không khí.
Thân chính (gondola) đặt ngay giữa trục máy bay. Nó có chiều dài, tính từ đầu mũi máy bay đến hết chóp đuôi bằng kính Plexiglas, khoảng năm phần sáu chiều dài một bên cánh (tính từ gốc cánh ra đầu chót cánh). Mũi máy bay chứa một dạng phát triển của kiểu radar SCR-268 Signal Corps, kiểu SCR-720A của công ty Western Electric. Ngay phía sau radar là khoang dành cho đội bay phía trước, gồm phi công và xạ thủ phía sau ngồi cao hơn khoảng sáu inch. Nóc buồng lái kiểu "nhà kính" gồm nhiều khung chia làm hai bậc, một của phi công và bậc thứ hai phía trên và đàng sau dành cho xạ thủ. Phối hợp với mặt trên gần như phẳng của phần trước mũi máy bay, nóc buồng lái hai tầng tạo cho mũi máy bay một kiểu dáng đặc trưng ba tầng rộng và nông. Nóc buồng lái trước của kiểu XP-61 là những đoạn bằng kính Plexiglas tiếp giáp, cong liền, hướng tới phía trước phi công và xạ thủ. Phía trên và bên hông được đặt trong những khung.
Bên dưới khoang dành cho đội bay phía trước là khoang dành cho bánh đáp mũi, mà qua đó phi công và xạ thủ sẽ ra vào máy bay. Càng đáp trước xếp ra phía sau, dựa lên một nắp cong sẽ đóng lại khi bay tạo thành một phần của sàn buồng lái; càng đáp sẽ không có đủ chỗ để thu lại khi mở ra. Càng chéo nhún (oleo scissor) đặt hướng ra phía trước. Bánh đáp mũi được đặt ngay giữa trục máy bay, với thanh chống phuộc lệch sang trái máy bay. Đường kính của bánh đáp mũi có kích thước khoảng ba phần tư so với bánh đáp chính. Nắp bánh đáp mũi gồm hai tấm chia đề theo chiều dọc và được gắn ở cạnh ngoài.
Phần giữa của thân chính chứa xà dọc của cánh máy bay, thùng nhiên liệu chính, ống dẫn nhiên liệu và các cơ phận điều khiển, các cáp vận hành bề mặt điều khiển máy bay, cơ phận điều khiển động cơ và cánh quạt, và các thiết bị radio liên lạc/IFF (Identification Friend or Foe: nhận biết bạn-thù); nhưng nó bị chiếm chỗ phần lớn bởi vòng gắn tháp súng nóc, các cơ phận xoay và nâng tháp súng, dự trữ đạn cho bốn khẩu súng máy Browning M2 của tháp súng, máy tính kiểm soát hỏa lực GE2CFR12A3 sử dụng con quay hồi chuyển, và các kết nối tới các cột điều khiển của xạ thủ ở phía trước và sĩ quan điều khiển radar ở phía sau.
Vị trí của sĩ quan điều khiển radar ở phía cuối thân giữa. Anh ta sẽ điều khiển bộ radar SRC-720 và quan sát các màn hình của nó trong một khoang riêng biệt phía sau, nơi anh ta ra vào bằng một cửa sập nhỏ có trang bị thang bên dưới máy bay. Ngoài các hệ thống radar, anh ta còn có thiết bị đàm thoại nội bộ và radio liên lạc, cũng như thiết bị ngắm và điều khiển từ xa tháp súng lưng. Nóc khoang này nối tiếp hình dáng phía sau thân máy bay, phủ kính Plexiglas.

### Sự phát triển kiểu XP-61

Northrop P-61B Black Widow

Vào tháng 3 năm 1941, Ủy ban Tiêu chuẩn hóa Lục quân/Hải quân quyết định tiêu chuẩn hóa việc sử dụng bộ chế hòa khí kiểu hút gió lên trên trong tất cả các binh chủng quân đội Hoa Kỳ. Chiếc XP-61, vốn được thiết kế với bộ chế hòa khí kiểu hút gió xuống dưới, buộc phải thực hiện trong thời hạn ước lượng tối thiểu là hai tháng việc tái thiết kế nắp động cơ phù hợp với quy định này. Ủy ban Tiêu chuẩn sau đó đã đảo ngược quyết định về tiêu chuẩn hóa bộ chế hòa khí (chương trình XP-61 dường như ít bị ảnh hưởng bởi quyết định này), ngăn ngừa một sự thụt lùi trong việc phát triển chiếc XP-61.
Quan chức của Không lực Mỹ đã đến Northrop vào ngày 2 tháng 4 năm 1941 để khảo sát mô hình của chiếc XP-61. Họ đã đề nghị nhiều thay đổi trong cuộc khảo sát này. Nổi bật nhất, bốn khẩu pháo Hispano M2 20 mm được bố trí lại từ phía ngoài cánh vào bên dưới bụng máy bay, gắn sát vào nhau ngay phía sau khoang bánh đáp mũi, giúp loại bỏ được nhược điểm cố hữu của phương pháp "vùng hội tụ".
Hội tụ là kỹ thuật cần đến khi trang bị súng trên cánh. Đó là điểm hay các điểm trong một tầm bắn hay một độ nâng mà các khẩu súng sẽ được hiệu chỉnh đường đạn chéo qua tâm của máy bay, ngăn ngừa trường hợp sẽ có một "vùng an toàn" phía trước máy bay mà không đầu đạn nào tiếp xúc nếu như các khẩu súng trên cánh chỉ bắn thẳng về phía trước. Những đầu đạn bắn về một mục tiêu bên ngoài điểm hội tụ sẽ chéo nhau trước khi đến được mục tiêu và bị trượt rất xa; còn các đầu đạn bắn về mục tiêu ở gần hơn điểm hội tụ sẽ trượt ra hai bên hay không gây tổn hại tập trung ở một điểm, làm giảm thiểu những tổn hại có thể gây ra. Trong thực hành, cả hai trường hợp trên làm giới hạn tầm bắn hiệu quả của khẩu pháo trong một vùng nhỏ ở hai phía của một khoảng cách định sẵn, và tạo ra thêm những thử thách khi tính toán sự chệch hướng của một mục tiêu di động. Không có sự hội tụ, ngắm bắn tỏ ra dễ dàng và nhanh hơn, và các khẩu pháo được bố trí sát nhau tạo ra một luồng đầu 20 mm đạn dày đặc. Việc tháo dỡ các khẩu súng và hộp đạn khỏi cánh cũng giúp tạo dáng cánh suôn hơn và gia tăng trữ lượng nhiên liệu bên trong từ 540 lên 646 gallon.
Các thay đổi khác bao gồm bố trí chỗ cho việc mang theo các thùng nhiên liệu phụ vứt được, bộ hãm thanh/che tia lửa của ống xả động cơ, và sắp xếp lại các thiết bị radio. Cho dù mọi sự thay đổi này đề vì mục đích làm tăng tính năng của máy bay, đặc biệt là việc bố trí lại các khẩu pháo, nó lại làm tốn mất hơn một tháng để thiết kế lại, và chiếc XP-61 đã bị chậm trễ hơn so với kế hoạch.
Đến giữa năm 1941, tháp súng lưng cuối cùng tỏ ra quá khó khăn để được trang bị trên chiếc máy bay, và nó được thay đổi bằng kiểu tháp súng vòng của hãng General Electric gắn trên đế giống như kiểu được trang bị cho các tháp súng phía trên của B-17, B-24, B-25, A-20 và các kiểu máy bay ném bom khác. Sau cải tiến này, bản thân tháp súng không có sẵn, vì những chiếc máy bay đang hoạt động, trong trường hợp này là chiếc B-29, đang được sản xuất hằng loạt và đòi hỏi cao các thành phần này. Để thử nghiệm bay, các kỹ sư phải sử dụng tháp súng giả.
Đến tháng 2 năm 1942, hãng thầu phụ Curtiss đã thông báo cho Northrop rằng kiểu cánh quạt bốn cánh tự động C5424-A10 mà Northrop đã lên kế hoạch sử dụng cho chiếc XP-61 đã không thể sẵn sàng cho chiếc máy bay nguyên mẫu để bay chuyến bay đầu tiên. Kiểu cánh quạt Hamilton Standard được sử dụng để thay thế cho kiểu Curtiss cho đến khi kiểu cánh quạt theo kế hoạch được sẵn sàng.
Trọng lượng của chiếc XP-61 đã gia tăng trong quá trình cấu trúc chiếc nguyên mẫu, trọng lượng không tải lên đến 22.392 lb và trọng lượng cất cánh tối đa là 29.673 lb. Động cơ là kiểu R-2900-25S Double Wasp bố trí hình tròn, quay một bộ cánh quạt bốn cánh Curtiss C5425-A10 đường kính 12 ft 2 in., cả hai đều quay theo chiều kim đồng hồ khi nhìn từ phía trước. Thiết bị điện tử bao gồm hai radio chỉ huy SCR-522A và ba bộ radio SCR-695A, AN/APG-1, và AN/APG-2. Hệ thống kiểm soát hỏa lực cho tháp súng là kiểu tương tự như được trang bị cho chiếc B-29, kiểu General Electric GE2CFR12A3.

### Radar SCR-720

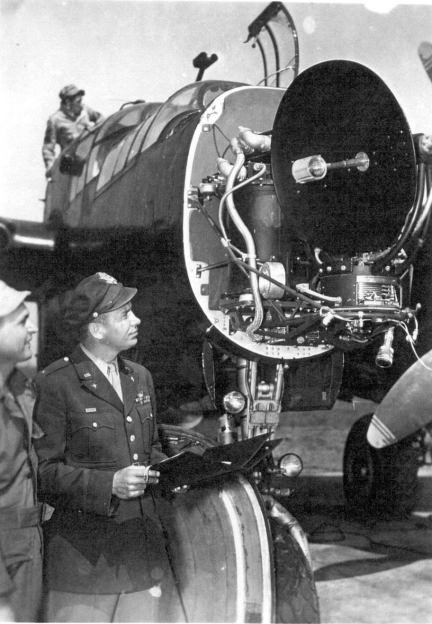
Bộ radar của chiếc P-61.

Phiên bản sản xuất của kiểu radar SCR-720A gắn bộ thu quét và phát sóng radio trước mũi máy bay; ở chế độ đánh chặn trên không, nó có tầm xa gần năm dặm. Bộ này cũng có chức năng như một thiết bị định vị trên không, hỗ trợ hoa tiêu dẫn đường, hay phối hợp với các bộ thu phát nhận biết bạn-thù. Sĩ quan điều khiển radar của chiếc XP-61 phát hiện mục tiêu trên ống ngắm màn hình và lái thiết bị để theo dõi, định vị và hướng dẫn cho phi công qua khẩu lệnh. Khi đến đúng tầm, phi công dùng một ống ngắm màn hình nhỏ hơn tích hợp trên bảng điều khiển chính để theo dõi và tiến đến mục tiêu.

### Tháp súng điều khiển từ xa
Tháp súng điều khiển từ xa gắn trên sống lưng chiếc XP-61 có thể ngắm và bắn được bởi tất cả thành viên của đội bay, hay được khóa lại để hướng ra trước để phi công bắn cùng các khẩu pháo 20 mm. Sĩ quan điều khiển radar có thể xoay tháp súng hướng ra phía sau để đối phó các mục tiêu đàng sau máy bay. Có khả năng xoay tròn 360° và nâng 90°, tháp pháo được hình dung có thể đối phó mọi mục tiêu trong cả bán cầu bên trên chiếc XP-61.

## Huấn luyện đội bay - Cạnh tranh với chiếc Mosquito
Việc huấn luyện đội bay P-61 được tiến hành theo nhiều cách. Nhiều phi đội tiêm kích bay đêm hiện hữu đang hoạt động tại các Mặt trận Địa Trung Hải và Thái Bình Dương được chuyển đổi trực tiếp sang chiếc P-61 từ những kiểu Bristol Beaufighter và Douglas P-70, cho dù đa số các đội bay P-61 được tạo thành từ việc tuyển mộ mới trong các phi đội mới thành lập. Sau khi được huấn luyện bay, tác xạ hay radar tại các căn cứ trên khắp nước Mỹ, phi công, xạ thủ và sĩ quan radar cuối cùng được ghép lại và nhận chiếc P-61 của họ tại Florida, rồi chuyển sang Mặt trận châu Âu, hay ở California cho các hoạt động tại Mặt trận Thái Bình Dương.
Phi đội Tiêm kích Bay đêm 422 là phi đội đầu tiên hoàn tất việc huấn luyện tại Florida, và vào tháng 2 năm 1944 phi đội được chuyên chở sang Anh Quốc trên chiếc Mauritania. Phi đội 425 tiếp nối không lâu sau đó trên chiếc Queen Elizabeth.
Tình hình trở nên xấu đi vào tháng 5 năm 1944 khi các phi đội biết được rằng nhiều tướng lĩnh Không lực Lục quân Hoa Kỳ tin rằng chiếc P-61 quá chậm để có thể đối phó hiệu quả trong chiến đấu với những chiếc máy bay tiêm kích và máy bay ném bom hạng trung của Đức. Không quân Hoàng gia Anh chia sẻ quan điểm này, dựa vào một chiếc P-61 mà họ nhận được vào đầu tháng 5. Không quân Hoàng gia đã bênh vực cho việc chuyển sang sử dụng chiếc De Havilland Mosquito Mk XVI của họ. Nhiều phi công của Phi đội 422 đe dọa sẽ quay về đơn vị cũ nếu họ không được phép bay chiếc "Black Widow". Vào cuối tháng 5, Không lực Lục quân Hoa Kỳ yêu cầu một cuộc bay cạnh tranh giữa chiếc Mosquito và chiếc P-61 để được sử dụng tại Mặt trận châu Âu. Đội bay của Không quân Hoàng gia đã lái chiếc Mosquito Mk XVI trong khi đội bay của Phi đội 422 lái chiếc P-61. Lúc kết thúc, Không lực Mỹ cho rằng chiếc P-61 nhỉnh hơn về tốc độ lên cao, và có thể lượn vòng gắt hơn chiếc Mosquito. Không quân Hoàng gia phủ nhận những điều này và tiếp tục gây áp lực để được sử dụng những chiếc Mosquito, nhưng không đem lại kết quả. Trong những thử nghiệm sau này được thực hiện bởi những nhà sản xuất, hai chiếc máy bay thực ra có tính năng bay tương đương nhau mà không có lợi thế rõ rệt cho chiếc nào.

## Lịch sử hoạt động

### Thế Chiến II

#### Mặt trận Thái Bình Dương
Phi đội Tiêm kích Bay đêm 6 đặt căn cứ tại Guadalcanal nhận được những chiếc P-61 đầu tiên của họ vào đầu tháng 6 năm 1944. Chiếc máy bay nhanh chóng được lắp ráp và trải qua bay thử nghiệm khi các phi công chuyển đổi từ những chiếc P-70 cũ kỹ của phi đội. Phi vụ hoạt động đầu tiên của chiếc P-61 diễn ra ngày 25 tháng 6, và đến ngày 30 tháng 6 năm 1944 P-61 ghi được chiến công đầu tiên khi một chiếc máy bay ném bom G4M Betty Nhật Bản bị bắn rơi.
Trong suốt mùa Hè năm 1944, P-61 tại Mặt trận Thái Bình Dương chỉ có những hoạt động rời rạc chống lại máy bay Nhật. Đa số các phi vụ kết thúc mà không nhìn thấy máy bay địch, nhưng khi đối phương được tìm thấy chúng thường bay thành nhóm, và cuộc tấn công thường mang lại nhiều chiến công cho cả phi công lẫn sĩ quan radar, người cũng được chia sẻ thành tích đó. Vì và sĩ quan radar không phải lúc nào cũng bay chung với nhau, thành tích của phi công và sĩ quan radar thường khác biệt. Trong vài trường hợp một phi công chỉ mới có một hai chiến công bay cùng một sĩ quan radar đã thành "Ách".
Sang đến năm 1945, các phi đội P-61 nỗ lực đi tìm mục tiêu. Một phi đội thành công khi tiêu diệt được nhiều chiếc máy bay ném bom hai động cơ Kawasaki Ki-48 Lily của Lục quân Nhật Bản, một phi đội khác hạ được nhiều chiếc G4M Betty, trong khi một phi công khác bắn rơi hai chiếc máy bay tiêm kích hai động cơ Nakajima J1N1 Irving của Hải quân Nhật Bản chỉ trong một cuộc đụng độ, nhưng đa số các phi vụ kết thúc mà không tìm thấy địch. Nhiều phi đội tại Mặt trận Thái Bình Dương đã kết thú cuộc chiến tranh mà không ghi được chiến công nào. Phi đội 550 chỉ ghi được "chiến công" hạ một chiếc B-29 Superfortress bị hỏng, nó bị bắn rơi ở chế độ lái tự động sau khi đội bay của chiếc máy bay ném bom đã thoát hết ra ngoài.
Người ta từng tin rằng hai chiếc máy bay đối phương cuối cùng bị tiêu diệt trước khi Nhật Bản đầu hàng đều bị bắn rơi bởi một chiếc P-61 của Phi đội Tiêm kích Bay đêm 548. Chiếc máy bay này, được biết dưới tên "Lady in the Dark" do Trung úy Lee Kendall điều khiển, bắn hạ được một chiếc Ki-43 vào đêm 14 rạng ngày 15 tháng 8 năm 1945, và một chiếc Ki-44 vào đêm hôm sau. Thực ra điều này không chính xác, đó chỉ là những chiếc máy bay cuối cùng bị máy bay "tiêm kích" Mỹ bắn hạ; còn chiếc máy bay Nhật Bản cuối cùng bị tiêu diệt trong Thế Chiến II là bởi chiếc máy bay ném bom Convair B-32 "Hobo Queen Two," đã tiêu diệt hai chiếc A6M Zero vào ngày 18 tháng 8 năm 1945.

#### Mặt trận châu Âu

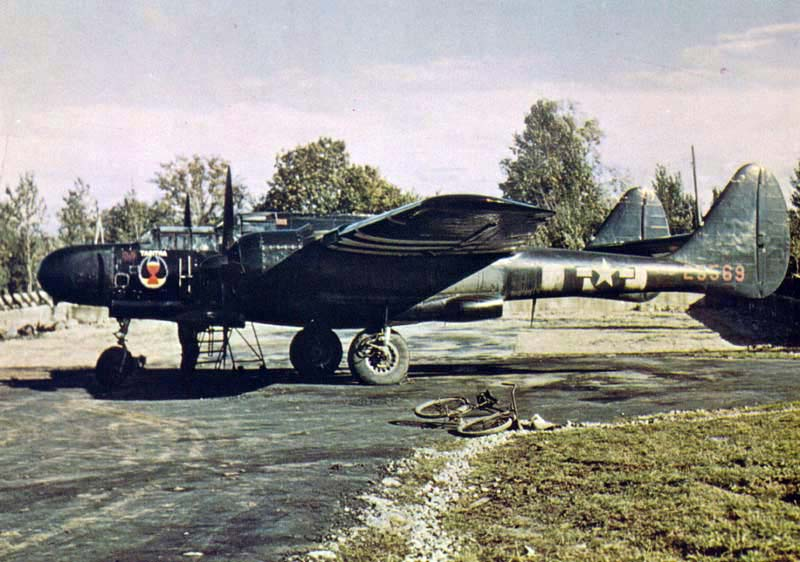
Chiếc Northrop P-61A-10-NO Black Widow số hiệu 42-5569 "Tabitha", thuộc Phi đội Tiêm kích Bay đêm 425 tại Căn cứ Không quân Hoàng gia Scorton, Anh Quốc, năm 1944.

Tại Anh Quốc, Phi đội Tiêm kích Bay đêm 422 cuối cùng cũng nhận được những chiếc P-61 đầu tiên của họ vào cuối tháng 6 năm 1944, và bắt đầu bay các phi vụ hoạt động tại Anh vào giữa tháng 7. Những chiếc máy bay này được giao đến mà không có tháp súng lưng, nên các xạ thủ của phi đội được chuyển sang một phi đội tiêm kích bay đêm khác vẫn còn tiếp tục sử dụng P-70. Cuộc tham chiến đầu tiên của chiếc P-61 tại Mặt trận châu Âu diễn ra vào ngày 15 tháng 7 khi một chiếc P-61 do Trung úy Herman Ernst điều khiển cố gắng đánh chặn một quả V-1 "Bom Bay". Bổ nhào từ bên trên và phía sau để cố gắng bắt kịp tốc độ 563 km/h (350 dặm mỗi giờ) của chiếc V-1, vòm sau bằng plastic của chiếc P-61 bị vỡ dưới áp lực và cuộc tấn công phải bị hủy bỏ. Vòm đuôi của nhiều chiếc P-61A đời đầu đã bị hỏng như thế trước khi vấn đề được sửa chữa. Ngày 16 tháng 7, Trung úy Ernst một lần nữa tấn công một chiếc V-1, và lần này thành công, ghi được cho Phi đội 422 và Mặt trận châu Âu chiến công P-61 đầu tiên.
Đầu tháng 8 năm 1944, Phi đội Tiêm kích Bay đêm 422 được chuyển sang Maupertus, Pháp, và khởi sự đối đầu với những chiếc máy bay Đức có người lái lần đầu tiên. Một chiếc Bf 110 bị bắn rơi, và không lâu sau, Chỉ huy trưởng Phi đội là Trung tá Colonel O. B. Johnson, cho dù chiếc P-61 đã bị hư hại do pháo phòng không, đã bắn rơi một chiếc Fw 190. Phi đội 425 cũng ghi được chiến công đầu tiên không lâu sau đó.
Vào tháng 10 năm 1944, một chiếc P-61 thuộc Phi đội 422, lúc này đang hoạt động gần một sân bay của Không quân Đức bỏ lại gần Florennes, Bỉ, bắt gặp một chiếc Me 163 đang tìm cách hạ cánh. Chiếc P-61 cố đánh chặn nhưng chiếc máy bay rocket bay quá nhanh. Một tuần sau, một chiếc P-61 khác phát hiện một chiếc Me 262, nhưng không thể đánh chặn chiếc máy bay phản lực. Trong một dịp khác, một chiếc P-61 thuộc Phi đội 422 nhìn thấy một chiếc Me 410 Hornisse đang bay ở tầm cao ngọn cây, nhưng khi họ đến gần chiếc "Hornet" thoát đi và chiếc P-61 không thể bắt kịp. Trái ngược với những câu chuyện thường nghe thấy, không có chiếc P-61 nào từng tham chiến với một chiếc máy bay phản lực Đức hay những máy bay tiên tiến giai đoạn cuối chiến tranh của Không quân Đức. Đa số các kiểu máy bay Đức tham chiến và bị tiêu diệt là kiểu Ju 188, Bf 110, Fw 190, Do 217 và He 111, trong khi thiệt hại của chiếc P-61 chỉ giới hạn do nhiều tai nạn khi hạ cánh, thời tiết xấu, bắn nhầm và pháo phòng không. Ngoại trừ một cuộc tấn công vào một chiếc Bf 110 bị nó bắn trả, không có báo cáo nào về việc P-61 bị hư hại bởi máy bay Đức, và ngoại trừ một chiếc bị bắn nhầm bởi một chiếc Mosquito của Không quân Hoàng gia, không có chiếc nào được xác nhận bị tiêu diệt trong không chiến.
Việc thiếu mất tháp súng và xạ thủ trên hầu hết những chiếc P-61 tại Mặt trận châu Âu đưa đến nhiều thử thách độc đáo. Phi đội 422 giữ sĩ quan radar ngồi ở khoang phía sau, nên phi công không nhìn thấy trực tiếp sĩ quan radar. Hậu quả là, nhiều phi công can đảm tiếp tục lái những chiếc P-61 bị hư hại nghiêm trọng, tưởng rằng sĩ quan radar đã bị thương và bất tỉnh, trong khi thực ra hắn đã thoát ra khỏi máy bay. Phi đội 425 có giải pháp mới lạ hơn. Họ chuyển cho sĩ quan radar đến vị trí của xạ thủ ngay phía sau phi công. Điều này giúp cho phi công có một cặp mắt quan sát phía trước, và dịch chuyển trọng tâm của chiếc máy bay khoảng 38 cm (15 inch) ra phía trước, làm thay đổi đặc tính bay của chiếc máy bay từ hơi ngóc mũi sang hơi chúi mũi. Điều này giúp cải thiện tính năng bay nói chung của chiếc P-61.
Đến tháng 12 năm 1944, P-61 của các Phi đội 422 và 425 đã giúp đánh trả cuộc tấn công của Đức được biết đến như là "Trận chiến Bulge", khi họ yểm trợ bên trên không phận thị trấn Bastogne. Các phi công của Phi đội 422 và 425 đã chuyển chiến thuật của họ từ tiêm kích bay đêm sang tấn công mặt đất ban ngày, công kích các đường vận chuyển tiếp liệu và đường sắt của Đức. Bốn khẩu pháo 20 mm của chiếc P-61 tỏ ra có hiệu quả rất cao trong việc tiêu diệt một số lớn xe cộ và tàu hỏa Đức. Đến đầu năm 1945, máy bay Đức hầu như không thấy xuất hiện và đa số những chiến công tiêu diệt ban đêm của P-61 là những chiếc Ju 52 đang cố gắng đưa những sĩ quan Đức Quốc xã đào thoát dưới sự che chở của bóng đêm.
Phi đội Tiêm kích bay đêm 422 đã tạo ra được ba phi công "Ách", trong khi Phi đội Tiêm kích bay đêm 425 không tạo ra được người nào. Trung úy Cletus "Tommy" Ormsby thuộc Phi đội 425 chính thức ghi được ba chiến công, không may là Ormsby bị thiệt mạng do bắn nhầm không lâu sau khi tấn công một chiếc Ju 87 vào đêm 24 tháng 3 năm 1945. Người điều khiển radar thoát ra được dù bị thương nặng và được cứu sống bởi các bác sĩ Đức. Tại Mặt trận Địa Trung Hải, đa số các phi đội tiêm kích bay đêm chuyển đổi từ những chiếc Bristol Beaufighter cũ kỹ sang kiểu P-61 quá trễ để có thể có được chiến công nào cùng với chiếc "Black Widow".
Nếu như chiếc P-61 xuất hiện trên các mặt trận nhiều tháng sớm hơn, tình hình hẳn đã có thể khác đi. Cho dù chiếc máy bay đã chứng tỏ khả năng của nó với đa số những máy bay Đức đối địch, nó rõ ràng đã bị vượt qua bởi những kiểu máy bay mới hơn xuất hiện trong những tháng cuối cùng của Thế Chiến II. Nó cũng thiếu các thùng nhiên liệu phụ để có thể tăng tầm bay xa, và cứu thoát những đội bay bất hạnh đang tìm nơi hạ cánh trong bóng đêm hay thời tiết xấu. Những đế mang bom bên ngoài cũng sẽ giúp nó thích nghi hơn với vai trò tấn công mặt đất phải đảm nhiệm tại châu Âu. Những vấn đề này được giải quyết sau đó, nhưng quá trễ để có ảnh hưởng đến tình hình một cách hiệu quả nếu như có được sớm hơn trong cuộc chiến. Chiếc máy bay cũng chứng tỏ khả năng của nó đối với máy bay Nhật Bản đối địch, nhưng những cuộc chạm trán đó quá hiếm hoi để tạo ra sự khác biệt đáng kể trong nỗ lực chiến tranh tại Mặt trận Thái Bình Dương.

### Phục vụ sau chiến tranh
Chiếc Black Widow tiếp tục có vai trò hữu ích sau chiến tranh trong vài năm ngay sau đó do vấn đề của Không lực Lục quân Hoa Kỳ trong việc phát triển một kiểu máy bay tiêm kích phản lực hoạt động trong mọi điều kiện thời tiết. Kiểu Curtiss P-87 ban đầu đã được vạch kế hoạch như là phiên bản sử dụng động cơ phản lực thay thế cho chiếc Black Widow, nhưng sự thất bại của kế hoạch chiếc nguyên mẫu XP-87 buộc chiếc Black Widow phải chinh chiến thêm vài năm nữa.
Việc thay thế chiếc Black Widow bởi chiếc máy bay tiêm kích bay đêm F-82F/G Twin Mustang được bắt đầu từ đầu năm 1948. Đến đầu năm 1950, đa số những chiếc Black Widow được loại ra khỏi phục vụ thường trực. Chiếc Black Widow hoạt động cuối cùng rời khỏi Nhật Bản vào tháng 5 năm 1950, chỉ một tháng trước khi Chiến tranh Triều Tiên diễn ra.

#### P-61C
Kiểu P-61C là một phiên bản tính năng cao được phát triển nhằm sửa chữa một số khiếm khuyết trong chiến đấu của phiên bản A và B. Công việc phát triển phiên bản P-61C tiến hành khá chậm do Northrop dành ưu tiên cho đề án phát triển kiểu cánh bay XB-35. Trong thực tế, đa số những công việc phát triển phiên bản P-61C được thuê lại từ Goodyear, vốn là một nhà thầu phụ đảm trách việc sản xuất các linh kiện của chiếc Black Widow. Mãi đến đầu năm 1945, chiếc P-61C-1-NO phiên bản sản xuất đầu tiên mới lăn bánh ra khỏi dây chuyền sản xuất. Như đã được hứa hẹn, tính năng bay được cải thiện đáng kể cho dù trọng lượng không tải gia tăng thêm 907 kg (2.000 cân). Tốc độ tối đa đạt được 692 km/h (430/dặm mỗi giờ) ở độ cao 9.144 m (30.000 ft) và trần bay là 12.497 m (41.000 ft), và độ cao 9.144 m (30.000 ft) có thể lên được trong vòng 14,6 phút.
Chiếc P-61C được trang bị các phanh gió gắn cả phía trên và dưới mặt cánh. Những cải tiến này nhằm cung cấp cho phi công phương tiện ngăn ngừa trong khi đánh chặn. Để bổ sung thêm trữ lượng nhiên liệu, chiếc P-61C được trang bị thêm bốn đế cánh "ướt" (hai phía trong động cơ, hai phía ngoài) có thể mang bốn thùng nhiên liệu phụ vứt được 310 gallon. Chiếc máy bay P-61C đầu tiên được giao đến Không lực Lục quân Hoa Kỳ vào tháng 7 năm 1945. Tuy nhiên, chiến tranh tại Thái Bình Dương kết thúc trước khi những chiếc P-61C có thể được đưa ra hoạt động. Chiếc máy bay P-61C-1-NO thứ 41 và là chiếc cuối cùng được giao vào ngày 28 tháng 1 năm 1946. Có ít nhất thêm 13 chiếc nữa đã được Northrop hoàn tất nhưng đã bị tháo dỡ trước khi được giao cho Không lực Mỹ.
Lịch sử phục vụ của chiếc P-61C khá ngắn ngủi, vì nó nhanh chóng bị vượt qua bởi những máy bay phản lực. Đa số được sử dụng nhằm mục đích thử nghiệm và nghiên cứu. Đến cuối tháng 3 năm 1949, đa số những chiếc P-61C đã bị tháo dỡ. Có hai chiếc được đưa ra sử dụng dân sự và thêm hai chiếc được chuyển cho các viện bảo tàng. Chiếc P-61C-1-NO số hiệu 43-8352 đang được trưng bày tại Bảo tàng của Căn cứ Không quân Wright-Patterson ở Dayton, Ohio; nhưng nó lại được trang trí như là kiểu P-61B-1-NO mang số hiệu 42-39468.

#### F-15/RF-61C

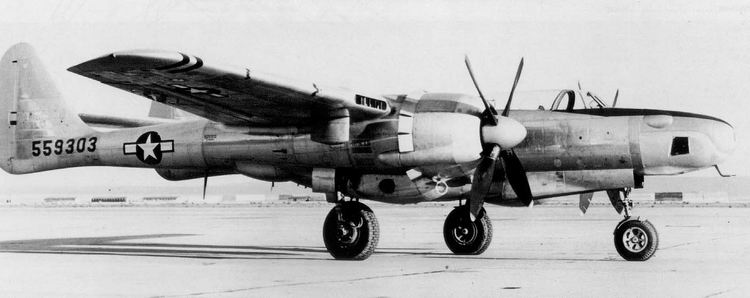
Chiếc F-15A-1 Reporter

Vào giữa năm 1945, chiếc XP-61E còn lại được cải biến thành phiên bản máy bay trinh sát hình ảnh không vũ trang. Tất cả các khẩu súng được tháo bỏ và được trang bị một mũi máy bay mới có khả năng mang nhiều loại máy ảnh trên không. Chiếc máy bay được đặt lại tên là XF-15, và nó bay chuyến bay đầu tiên vào ngày 3 tháng 7 năm 1945. Một chiếc P-61C-1-NO (số hiệu 42-8335) cũng được cải biến thành tiêu chuẩn XF-15. Ngoại trừ kiểu động cơ R-2800-C có turbo siêu tăng áp, nó hầu như tương tự với chiếc XF-15, và nó bay chuyến bay đầu tiên vào ngày 17 tháng 10 năm 1945. Mũi chiếc F-15A-1-NO được thực hiện bởi nhà thầu phụ Hughes Tool Company ở Culver City, California. Chiếc F-15A về căn bản giống như chiếc P-61C với nóc buồng lái dạng bọt nước và mũi máy bay mang các máy ảnh, còn các phanh gió được loại bỏ.
Chiếc F-15A-1-NO sản xuất đầu tiên được giao vào tháng 9 năm 1946. Tuy nhiên, hợp đồng sản xuất bị kết thúc vào năm 1947, có thể là do tính năng bay của chiếc máy bay, được gọi là "Reporter", nhanh chóng bị những chiếc máy bay phản lực vượt qua. Chiếc F-15A cuối cùng được giao cho Không lực Lục quân Hoa Kỳ vào tháng 4 năm 1947, và chỉ có 36 chiếc F-15A được giao khi hợp đồng bị kết thúc. Chiếc F-15A cuối cùng (số hiệu 45-59335) được sản xuất dưới ký hiệu F-15A-5-NO, khác biệt so với Khối 1 chủ yếu là có một máy ảnh bên trong mới gắn trong mũi. Dường như là thay đổi này áp dụng cho 20 chiếc F-15 cuối cùng, vì một số tài liệu ghi nhận chúng được đổi tên thành F-15A-5-NO.
Phi công ngồi ở phía trước, trong khi sĩ quan trinh sát ngồi phía sau. Vị trí phía sau kiểm soát các máy ảnh và dẫn hướng máy bay. Tuy nhiên, chỗ ngồi phía sau của phiên bản F-15A cũng được trang bị một bộ điều khiển bay thô sơ, cho phép người điều khiển trinh sát có thể thay thế phi công khi cần thiết. Cả hai thành viên đội bay đều là phi công và đều được huấn luyện về nhiệm vụ trinh sát, nên họ thường hoán đổi vị trí cho nhau trong mỗi chuyến bay.
Trong số 36 chiếc F-15A được sản xuất, chín chiếc được chuyển cho Bộ chỉ huy Hậu cần Không quân Hoa Kỳ và được giữ lại tại lục địa Hoa Kỳ, số còn lại được bố trí đến một phi đội duy nhất là Phi đội Trinh sát Hình ảnh 8 thuộc Liên đội Tiêm kích 35 bố trí tại Nhật Bản. Những máy bay này phục vụ cho việc chiếm đóng Nhật Bản của Hoa Kỳ, và nhiều chiếc đã tham gia vào Chương trình Bản đồ sau chiến tranh, nhiều hình ảnh đã được chụp về các bãi biển, làng mạc, mạng lưới đường sá và các trung tâm văn hóa. Một phần trong chương trình này là việc lập bản đồ bán đảo Triều Tiên, đã chứng tỏ là một công việc vô giá khi Chiến tranh Triều Tiên nổ ra vào năm 1950. Một số ít cũng đã hoạt động tại Philippines và Celebes, một trong những nhiệm vụ của chúng là vẽ lại bản đồ của Con đường Chết chóc Bataan nhằm phục vụ cho việc xét xử các tội phạm chiến tranh.
Phụ tùng thay thế trở thành một vấn đề đối với những chiếc F-15 vào cuối những năm 1940, và cả những chiếc Reporter bị hư hại hay còn bay được đều bị tháo tung ra lấy đồ phụ tùng nhằm giúp cho những chiếc khác tiếp tục bay. Vào năm 1948, phân hạng "F" riêng biệt dành cho máy bay trinh sát bị loại bỏ, trong khi phân hạng "P" (Pursuit: tấn công) được thay thế bằng phân hạng "F" (Fighter: tiêm kích). Những chiếc Black Widow còn lại được đổi tên thành F-61, trong khi những chiếc Reporters được đổi tên thành RF-61C (vì chúng về căn bản chỉ là kiểu P-61C được cải biến). Vào ngày 1 tháng 4 năm 1949, đơn vị sử dụng RF-61C cuối cùng là Phi đội Trinh sát Chiến thuật 82 được giải thể, và những chiếc RF-61C còn sống sót được chuyển cho Phi đội Bảo trì 35 tại Căn cứ Không quân Johnson để loại bỏ. Một số chiếc được bán ra dân sự như là tài sản dư, nhưng số còn lại bị tháo dỡ.

#### Thử nghiệm ghế phóng
Một chiếc Black Widow đã tham gia các thử nghiệm ban đầu về ghế phóng của Hoa Kỳ được thực hiện không lâu sau khi kết thúc Thế Chiến II. Người Đức đã đi tiên phong trong việc phát triển ghế phóng khá sớm trong cuộc chiến tranh, và việc sử dụng ghế phóng trong lúc khẩn cấp đã diễn ra lần đầu tiên vào ngày 14 tháng 1 năm 1942 bởi một phi công thử nghiệm Không quân Đức khi anh ta thoát ra khỏi một chiếc Heinkel He 280 V1 bị hỏng. Mối quan tâm của người Mỹ đến ghế phóng trong thời gian chiến tranh phần lớn là hậu quả của công việc phát triển kiểu máy bay có cấu hình đẩy như chiếc Vultee XP-54, với mục tiêu giúp cho phi công thử nghiệm một cơ may nhỏ nhoi tránh được cánh đuôi và cánh quạt động cơ máy bay trong trường hợp cần phải thoát ra khẩn cấp. Tuy nhiên, công việc đã không tiến triển được bao nhiêu, vì việc phát triển kiểu máy bay cấu hình đẩy đã không tiến xa hơn các bản vẽ thiết kế hay những chiếc nguyên mẫu ban đầu. Dù sao, sự phát triển kiểu máy bay sử dụng động cơ phản lực tốc độ cao đã khiến cho việc phát triển một kiểu ghế phóng thực dụng trở nên cần thiết.
Ban đầu, một chiếc ghế phóng được "vay mượn" từ một chiếc máy bay Heinkel He 162 Đức chiếm được và được gắn lên một chiếc Lockheed P-80 vào tháng 8 năm 1945. Tuy nhiên, đã có nhận định rằng kiểu máy bay P-80 một chỗ ngồi là không phù hợp cho những thử nghiệm này, nên công việc được chuyển sang một chiếc Black Widow ba chỗ ngồi. Một chiếc P-61B-5-NO (số hiệu 42-39489) được cải biến cho thử nghiệm này, và ghế phóng được lắp tại vị trí của xạ thủ phía trước. Chiếc máy bay được đặt lại tên là XP-61B cho những thử nghiệm này (đã không có chiếc nguyên mẫu XP-61B dành cho loạt máy bay phiên bản P-61B). Một hình nộm được sử dụng cho những thử nghiệm phóng đầu tiên, nhưng vào ngày 17 tháng 4 năm 1946, một người tình nguyện dũng cảm có tên là Trung sĩ Lawrence Lambert đã được phóng ra thành công từ chiếc P-61B ở tốc độ 486 km/h (302 dặm mỗi giờ) ở độ cao 2.377 m (7.800 ft). Khi khái niệm trên đã được chứng minh là hiện thực, những chiếc máy bay động cơ phản lực mới hơn được đưa vào chương trình, và chiếc XP-61B được cải biến lại thành cấu hình P-61B tiêu chuẩn.

#### Sử dụng trong Hải quân
Chiếc P-61B-1-NO số hiệu 42-39458 được Hải quân Hoa Kỳ sử dụng tại cơ sở thử nghiệm Patuxent River ở Maryland trong một số thử nghiệm. Một chiếc P-61A-10-NO số hiệu 42-39395 cũng được sử dụng trong một loạt thử nghiệm phóng lên từ máy phóng, nhưng chiếc Black Widow chưa bao giờ hoạt động trên tàu sân bay.
Không lâu sau chiến tranh, Hải quân Mỹ mượn hai chiếc P-61C (số hiệu 43-8336 và 43-8347) của Không lực Lục quân Mỹ và sử dụng chúng trong việc thử nghiệm phóng từ trên không kiểu tên lửa thử nghiệm Martin PTV-N-2U Gorgon IV hoạt động bằng động cơ phản lực phóng (ramjet). Trong vai trò máy bay mẹ, chiếc Black Widow sẽ mang một tên lửa Gorgon trên mỗi cánh, và khi phóng, chiếc P-61C sẽ bổ nhào nhẹ để đạt đến tốc độ cần thiết cho kiểu động cơ phản lực này có thể hoạt động. Tên lửa Gorgon được phóng lần đầu tiên vào ngày 14 tháng 11 năm 1947. Hai chiếc Black Widow Hải quân này được hoàn trả cho Không quân Mỹ vào năm 1948, và được tháo dỡ không lâu sau đó.

#### Đề án Thunderstorm (Cuồng phong)

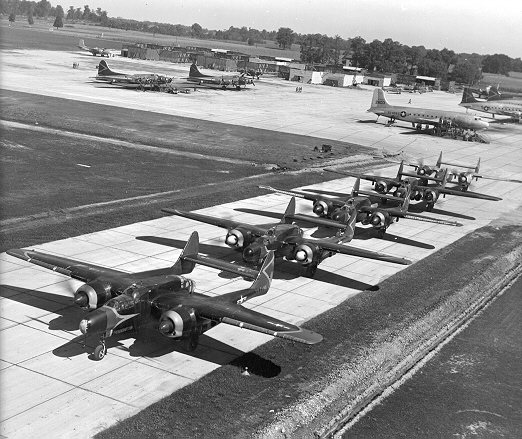
Một phi đội P-61 tham gia vào giai đoạn Ohio của Đề án Thunderstorm, năm 1947.

Chiếc P-61 đã tham gia tích cực trong Đề án Thunderstorm (Cuồng phong) (1946–1949) là một chương trình thu thập thông tin về các trận bão tố. Đề án này có sự hợp tác của bốn cơ quan chính phủ Hoa Kỳ: Cục Thời tiết, Không lực Lực quân, Hải quân và NACA (Cơ quan Tư vấn Quốc gia về Hàng không; sau này trở thành cơ quan NASA). Nhiều nhà khoa học từ nhiều trường đại học đã cùng tham gia vào việc mở đầu, thiết kế và tiến hành dự án. Giai đoạn Florida của đề án Thunderstorm thực hiện năm 1946 được tiếp tục bằng giai đoạn hai được thực hiện tại Ohio vào mùa Hè năm 1947. Dữ liệu được thu thập lần đầu tiên bằng quét radar một cách hệ thống và bằng máy bay xâm nhập vào bên trong cơn cuồng phong. Kết quả rút ra được từ công trình nghiên cứu tiên phong tại thực địa này trong những năm 1946 - 1947 đã tạo nên những hiểu biết khoa học căn bản về cuồng phong, và đa số những gì biết được đã không bị thay đổi trong các quan sát và lý thuyết sau đó.
Chiếc F/RF-61C Không quân Hoa Kỳ cuối cùng rời khỏi phục vụ vào năm 1952.

### Phục vụ dân sự sau chiến tranh
Những chiếc máy bay còn lại được chuyển cho các cơ quan chính quyền dân sự hay được xem là dư thừa và đem ra ban trên thị trường thương mại. Chúng được sử dụng làm máy bay chuyên chở cấp lãnh đạo, máy bay chụp ảnh bản đồ và máy bay chữa cháy.
Một chiếc RF-61C (nguyên là kiểu F-15A, số hiệu45-59300) được NACA sử dụng tại sân bay Moffett Field ở California để thử nghiệm mô hình khí động học máy bay thu hồi được ở tầm cao và thả xuống. Chương trình này nhằm thử nghiệm các thiết kế kiểu cánh xuôi đời đầu. Không lâu sau còn có sự tham gia của chiếc F-61C số hiệu 43-8330 vốn được mượn từ Viện Smithsonian. Các thử nghiệm thả được thực hiện tại Căn cứ Không quân Edwards trong sa mạc Mojave ở California. Sau khi các thử nghiệm này hoàn tất, chiếc F-61C 43-8330 được hoàn trả cho Viện Smithsonian. Chiếc F-61B-15-NO số hiệu 42-39754 được Phòng thí nghiệm động lực bay Lewis của NACA tại Cleveland, Ohio dùng thử nghiệm các kiểu cánh của loại máy bay động cơ phản lực đẩy (ramjet). Chiếc F-61C số hiệu 43-8357 được sử dụng tại Ames như là nguồn phụ tùng thay thế cho những chiếc F/RF-61 khác.

## Các phiên bản
XP-61
Hai chiếc nguyên mẫu đầu tiên.
YP-61
Phiên bản tiền sản xuất. Có 13 chiếc được chế tạo.
P-61A-1
Phiên bản sản xuất hàng loạt đầu tiên. Trang bị động cơ R-2800-10 công suất 2.000 mã lực (1.490 kW). Có 45 chiếc được chế tạo. Bảy chiếc máy bay cuối cùng được chế tạo mà không có tháp súng.
P-61A-5
Không có tháp súng. Trang bị động cơ R-2800-65 công suất 2.250 mã lực (1.680 kW). Có 35 chiếc được chế tạo.
P-61A-10
Trang bị kiểu động cơ phun nước nhằm gia tăng thời gian bay ở công suất tối đa. Có 100 chiếc được chế tạo.
P-61A-11
Bổ sung thêm một đế dưới mỗi bên cánh để mang bom hay thùng nhiên liệu phụ. Có 20 chiếc được chế tạo.
P-61B-1
Mũi máy bay được kéo dài thêm 20,3 cm (8 in), bổ sung thêm radar SCR-695 cảnh báo đuôi. Có 62 chiếc được chế tạo.
P-61B-2
Phục hồi lại các đế dưới cánh giống như kiểu P-61
P-61B-10
Có bốn đế dưới cánh. Có 46 chiếc được chế tạo.
P-61B-11
Phục hồi lại tháp súng với một cặp súng máy 12,7 mm (0,50 in). Có năm chiếc được chế tạo.
P-61B-15
Tháp súng với bốn khẩu súng máy 12,7 mm (0,50 in). Có 153 chiếc được chế tạo.
P-61B-16
Trang bị cho tháp súng giảm còn hai khẩu súng máy 12,7 mm (0,50 in). Có sáu chiếc được chế tạo.
P-61B-20
Tháp súng kiểu mới của General Electric với bốn khẩu súng máy. Có 84 chiếc được chế tạo.
P-61B-25
Tháp súng được ngắm và bắn tự động với radar APG-1 nối kết với một máy tính kỹ thuật tương tự. Có sáu chiếc được chế tạo.
P-61C
Trang bị động cơ turbo siêu tăng áp R-2800-73 công suất 2.800 mã lực (2.090 kW), đạt tốc độ tối đa 692 km/h (374 hải lý mỗi giờ, 430 dặm mỗi giờ) ở độ cao 9.145 m (30.000 ft). Tuy nhiên, chiếc máy bay bị ảnh hưởng mất ổn định dọc khi tải trọng vượt quá 15.875 kg (35.000 lb) và đường băng cất cánh quá dài cho đến 4.830 m (ba dặm) ở trọng lượng cất cánh 18.143 kg (40.000 lb). Có 41 chiếc được chế tạo. Đơn đặt hàng thêm 476 chiếc bị hủy bỏ sau khi chiến tranh kết thúc.
TP-61C
Phiên bản P-61C được cải biến thành máy bay huấn luyện có bộ điều khiển kép.
XP-61D
Một chiếc P-61A-5 (số hiệu 42-5559) và một chiếc P-61A-10 (số hiệu 42-5587) được trang bị động cơ turbo siêu tăng áp R-2800-14. Bị hủy bỏ sau khi phiên bản P-61C được đưa vào sản xuất.
XP-61E
Hai chiếc P-61B-10 (số hiệu 42-49549 và 42-39557) được cải biến thành máy bay tiêm kích hộ tống tầm xa ban ngày. Buồng lái bố trí kiểu trước-sau bên dưới một nóc buồng lái màu nâu, tháp súng được tháo bỏ, bổ sung thêm các thùng nhiên liệu vào chỗ người điều khiển radar ở khoang phía sau, và bốn súng máy 0,50 inch thay cho cụm radar trước mũi, khẩu pháo 20 mm dưới bụng được giữ lại. Nó bay chuyến bay đầu tiên vào ngày 20 tháng 11 năm 1944, bị hủy bỏ sau khi chiến tranh kết thúc. Chiếc nguyên mẫu đầu tiên được cải biến thành phiên bản XF-15, trong khi chiếc thứ hai bị mất trong một tai nạn vào năm 1945.
XP-61F
Cải biến tương tự như chiếc XP-61E áp dụng cho một chiếc P-61C (số hiệu 43-8338).
P-61G
Mười sáu chiếc P-61B được cải biến để nghiên cứu thời tiết.
F-15A Reporter
Phiên bản trinh sát hình ảnh với một cụm trinh sát giữa thân. Phi công và người điều khiển máy ảnh được bố trí ngồi trước-sau dưới một nóc buồng lái dạng bọt nước, và sáu máy ảnh thay vào chỗ của radar ở trước mũi. Được trang bị cùng động cơ turbo siêu tăng áp R-2800-73 như phiên bản P-61C. Chiếc nguyên mẫu đầu tiên XF-15 được cải biến từ chiếc nguyên mẫu XP-61E thứ nhất, chiếc nguyên mẫu thứ hai XF-15A được cải biến từ một chiếc P-61C (số hiệu 43-8335). Chiếc máy bay có trọng lượng cất cánh 14.580 kg (32.145 lb) và đạt tốc độ tối đa đến 708 km/h (382 hải lý mỗi giờ, 440 dặm mỗi giờ). Chỉ có 36 chiếc được chế tạo trong tổng số 175 chiếc F-15A được đặt hàng cho đến khi chiến tranh kết thúc. Sau khi thành lập Không quân Hoa Kỳ vào năm 1947, F-15A được đổi tên thành RF-61C. F-15A đã thực hiện hầu hết việc chụp không ảnh bản đồ Bắc Triều Tiên vốn sau này được sử dụng rất hữu ích khi Chiến tranh Triều Tiên nổ ra.
F2T-1
Hai chiếc P-61A được Hải quân Hoa Kỳ thử nghiệm.

## Đặc điểm kỹ thuật (P-61B-20)
Tham khảo: Jane’s Fighting Aircraft of World War II, và Northrop P-61 Black Widow.

### Đặc tính chung
- Đội bay: 2-3 người (phi công, sĩ quan radar, xạ thủ súng máy tùy chọn)
- Chiều dài: 15,11 m (49 ft 7 in)
- Sải cánh: 20,12 m (66 ft 0 in)
- Chiều cao: 4,47 m (14 ft 8 in)
- Diện tích bề mặt cánh: 61,53 m² (662,36 ft²)
- Lực nâng của cánh: 219 kg/m² (45 lb/ft²)
- Trọng lượng không tải: 10.637 kg (23.450 lb)
- Trọng lượng có tải: 13.471 kg (29.700 lb)
- Trọng lượng cất cánh tối đa: 16.420 kg (36.200 lb)
- Trữ lượng nhiên liệu:
  - Bên trong: 2.423 L (640 US gal)
  - Bên ngoài: cho đến bốn thùng nhiên liệu phụ 625 L (165 US gal) hay 1.173 L (310 US gal) dưới cánh
- Chiều rộng vệt bánh đáp chính: 5,24 m (17 ft 2 in)
- Động cơ: 2 x động cơ Pratt & Whitney R-2800-65 Double Wasp bố trí hình tròn có phun nước, công suất 2.250 mã lực (1.680 kW) mỗi động cơ
- Cánh quạt: bốn cánh Curtiss Electric đường kính 3,72 m (146 in)

### Đặc tính bay
- Tốc độ lớn nhất: 589 km/h (318 knot, 365 mph) ở 6.100 m (20.000 ft)
- Tầm bay tối đa: 3.060 km (1.650 nm, 1.900 mi) với bốn thùng nhiên liệu phụ
- Bán kính chiến đấu: 982 km (530 nm, 610 mi)
- Trần bay: 10.600 m (34.775 ft)
- Tốc độ lên cao: 12,9 m/s (2.540 ft/min); mất 12 phút để lên cao 6.100 m (20.000 ft)
- Tỉ lệ công suất/khối lượng: 0,25 kW/kg (0,15 hp/lb)

### Vũ khí
- 4 × pháo Hispano M2 20 mm gắn dưới bụng thân, 200 quả đạn mỗi khẩu
- 4 × súng máy Browning M2 12,7 mm (0,50 in) gắn trên tháp súng phía trên, 560 viên đạn mỗi khẩu
- 2 x bom 726 kg (1.600 lb). Một số máy bay có thể mang một bom 454 kg (1.000 lb) dưới thân
- 6 x rocket HVAR 127 mm (5 in) không điều khiển

### Điện tử
- radar dò mục tiêu SCR-720 (AI Mk.X)
- radar cảnh báo đuôi SCR-695

## Nội dung liên quan

### Máy bay tương tự
- Boulton Paul P.92
- Bristol Beaufighter
- de Havilland Mosquito
- Douglas P-70 Havoc
- Gloster F.9/37
- Grumman F7F Tigercat
- Heinkel He 219
- Junkers Ju 88
- Lockheed P-38 Lightning
- Lockheed XP-58 Chain Lightning
- Messerschmitt Bf 110

### Trình tự thiết kế
Máy bay tấn công: XP-58 -
P-59 -
P-60 -
P-61 -
XP-62 -
P-63 -
P-64

Máy bay trinh sát: XF-11 -
XF-12 -
F-13 - 
XF-14 - 
F-15

### Danh sách liên quan
- Danh sách máy bay chiến đấu
- Danh sách máy bay quân sự Hoa Kỳ
- Danh sách máy bay trong Chiến tranh Thế giới II
- Danh sách máy bay tiêm kích